# Walter Cunningham
Ronnie Walter Cunningham (Creston, Iowa, 16 de marzo de 1932-Houston, Texas, 3 de enero de 2023), conocido como Walter Cunningham, fue un astronauta, oficial militar, piloto, empresario, físico, científico y comerciante estadounidense.

## Biografía
Nació en Creston, Iowa, el 16 de marzo de 1932. Se graduó de Venice High School en Los Ángeles, California, en 1950.
Después de graduarse de la escuela secundaria, estudió en Santa Monica College, hasta que se unió a la Marina de los Estados Unidos en 1951 y comenzó a entrenarse en vuelo en 1952. Sirvió en servicio activo como piloto de combate en el Cuerpo de Marines de los Estados Unidos desde 1953 hasta 1956, volando 54 misiones como piloto de combate nocturno en Corea. Las discusiones sobre el armisticio aún estaban en curso cuando Cunningham se fue inicialmente a Corea, y el Acuerdo de Armisticio de Corea se firmó justo antes de su llegada. De 1956 a 1975, sirvió en la Reserva del Cuerpo de Marines de los Estados Unidos y finalmente se retiró con el rango de coronel.
El 11 de octubre de 1968 Cunningham se convirtió en el piloto de la primera misión tripulada del Programa Apolo, en un vuelo de 11  días de la nave Apolo 7. Este vuelo no llevaba el Módulo Lunar, y Cunningham era responsable de todos los sistemas de la nave, excepto el lanzamiento y la navegación. La tripulación estuvo ocupada con miles de pruebas del sistema, incluida la prueba exitosa  del encendido del motor del módulo de servicio y la medición de la precisión de los sistemas de la nave.
Se casó con Lo Ella Irby de Norwalk, California, y tuvo dos hijos, Brian y Kimberley. Walter y Lo Ella finalmente se divorciaron.
Después de su servicio activo, reanudó sus estudios en Santa Monica College, antes de transferirse a la Universidad de California en Los Ángeles en 1958. Cunningham recibió su licenciatura en artes con honores en 1960 y su maestría en artes con distinción en 1961, ambos en física, de la UCLA. Completó todos los requisitos excepto la disertación para obtener un título de Doctor en Filosofía en física en UCLA durante su tiempo en RAND Corporation, donde pasó tres años antes de su selección en la NASA.
Falleció como consecuencia de un accidente (una caída) el 3 de enero de 2023.Fue el último miembro vivo del Apolo 7.